# Sophie Jovillard
Sophie Jovillard, née à Lille en 1973, est une journaliste, chroniqueuse et animatrice de télévision française.
À partir de 1998, elle anime et produit plusieurs émissions culturelles sur les chaînes régionales de France 3, ainsi que sur la chaîne Voyage. Depuis 2006, elle anime le magazine de voyages Échappées belles sur France 5. Sur cette même chaîne, elle présente la série de documentaires Les Trésors de... depuis 2014 et tient une chronique dans La Quotidienne depuis 2015.

## Biographie
Sophie Jovillard est née à Lille en 1973 de parents originaires de Bordeaux, et passe son enfance et adolescence à Légny. Enfant, elle veut déjà travailler dans le domaine des médias et de la communication. Comme sa grande sœur Sylvie avant elle, elle intègre l'École française des attachées de presse (promotion 96), mais se rend rapidement compte qu'elle veut être de l'autre côté de la caméra. Elle en sort avec un bac + 4.
En parallèle à ses études, elle travaille comme stagiaire à la radio RTL pour laquelle elle couvre des sujets variés. Ce stage prévu pour deux mois et obtenu grâce à son professeur d'option radio, Serge Colonge, s'achève au bout d'un an,.
Elle débute à la télévision sur Télé Lyon Métropole en 1995, toujours comme stagiaire. Elle devient assistante de production, puis productrice, de plusieurs émissions, et signe son premier contrat de travail lors de sa troisième année d'études. Diplômée, elle est alors déjà aux manettes de plusieurs émissions et anime CQFD, un magazine culturel quotidien qu'elle anime pendant deux ans.
Elle est alors débauchée par France Télévisions et obtient une chronique en 1998 dans C'est l'été sur France 3. Elle rejoint France 3 Rhône-Alpes Auvergne puis France 3 Bourgogne Franche-Comté, en 1999, pour laquelle elle anime La Route du lapin, un magazine sur la découverte et le voyage, dont le titre fait référence au symbole de la Route Buissonnière qui relie Paris à Lyon. En 2002, elle anime et assure la production artistique de La Belle Bleue, un magazine sur le littoral méditerranéen, puis, en 2005, de Pop'Art, un magazine sur toutes les cultures et du documentaire Les Grands Moments de la télé. En 2006, elle coproduit et anime Une nuit en ville, un magazine où elle arpente les rues d'une ville la nuit en compagnie d'un artiste. 
En parallèle, sur la chaîne Voyage, elle présente les émissions Détour du monde puis Hub by, et intervient également comme chroniqueuse dans Rêves de Comptoir de Philippe Gildas.
Elle est la porte-parole du jury français lors du Concours Eurovision de la chanson 2006.
Depuis décembre 2006, elle présente le magazine de voyages Échappées belles, tout d'abord en alternance avec Stéphane Bouillaud puis seule à partir de la rentrée 2007. Elle est rejointe par Jérôme Pitorin et Raphaël de Casabianca quelques années plus tard,.
Elle est également éditorialiste pour les guides Lonely Planet dans lesquels elle livre ses souvenirs et impressions de voyage.
De 2011 à 2013, pendant trois saisons, elle anime Paris en plus grand sur France 2, un programme court sur la découverte du patrimoine du Grand Paris. Une déclinaison en livre de l'émission a également été réalisée. À la même période, elle intervient comme experte auprès de Julien Courbet dans Seriez-vous un bon expert ? sur France 2.
D'août à septembre 2014 elle collabore avec Stéphane Bern sur le programme Le Monument préféré des Français diffusé sur France 2.
Depuis fin 2014, elle présente les documentaires Les Trésors de ... sur les richesses du patrimoine français sur France 5.
Pendant l'été 2015, elle participe au jeu télévisé Fort Boyard sur France 2.
À la rentrée 2015, elle anime une chronique sur les voyages dans La Quotidienne sur France 5, en alternance avec ses comparses d'Échappées belles[réf. nécessaire].
En 2025, elle succède à Nelson Monfort en tant que journaliste patrimoine, aux commentaires du Tour de France Femmes.

## Émissions
- 1995-1997 : animatrice de CQFD sur Télé Lyon Métropole ;
- 1998 : chroniqueuse dans l'émission C'est l'été sur France 3 ;
- 1999 : animatrice de La Route du lapin sur France 3 Bourgogne Franche-Comté ;
- 2001 : animatrice de Détour du monde sur la chaîne Voyage ;
- 2002 : productrice artistique et animatrice de La Belle Bleue sur France 3 Méditerranée ;
- 2004 : animatrice de Hub by sur la chaîne Voyage ;
- 2005 : productrice artistique et animatrice de Pop'Art et Les Grands moments de la télé ;
- 2006 : animatrice d'Une Nuit en ville sur France 3 Régions ;
- 2006 : Concours Eurovision de la chanson (France 3) : porte-parole du jury français ;
- Depuis 2006 : animatrice d'Échappées belles sur France 5 (en alternance avec Jérôme Pitorin et Raphaël de Casabianca) ;
- 2010 : chroniqueuse dans Comment ça va bien ! sur France 2 ;
- 2011-2013 : animatrice de Paris en plus grand sur France 2 ;
- 2013 : co-présentatrice du Téléthon sur France Télévision ;
- 2014 : co-animatrice dans Le Monument préféré des Français ;
- Depuis 2014 : présentatrice de Les Trésors de... sur France 5 ;
- Depuis 2015 : chroniqueuse dans La Quotidienne sur France 5.
- 2019 : animatrice du magazine Ô Sud sur France 3 Occitanie en remplacement d'Émilie Broussouloux.
- De 2020 à 2023: animatrice du magazine Ô la belle vie ! sur France 3 Occitanie[15],[16].

## Publications
- Nos échappées belles : au cœur des plus belles villes d'Europe (avec Jérôme Pitorin et Zahia Hafs), Paris, le Chêne, 2012, 223 p. (ISBN 978-2-8123-0513-9, BNF 42591711)
- Paris en + grand (avec Pascal Mateo), Paris, Gallimard, 2013, 152 p. (ISBN 978-2-7424-3584-5, BNF 43687924)
- Les carnets de Sophie en France (ill. Caroline Donadieu), Paris, le Chêne, coll. « Les Guides du Chêne », 2014, 139 p. (ISBN 978-2-8123-0852-9, BNF 43794707)